# (7965) Katsuhiko
(7965) Katsuhiko est un astéroïde de la ceinture principale.

## Description
(7965) Katsuhiko est un astéroïde de la ceinture principale. Il fut découvert le 17 janvier 1996 à Kitami par Kin Endate et Kazurō Watanabe. Il présente une orbite caractérisée par un demi-grand axe de 2,44 UA, une excentricité de 0,29 et une inclinaison de 25,0° par rapport à l'écliptique.

## Compléments